# Paral·lel 70° sud
El paral·lel 70° sud és una línia de latitud que es troba a 70 graus sud de la línia equatorial terrestre. Travessa l'oceà Antàrtic i l'Antàrtida.

## Geografia
En el sistema geodèsic WGS84, al nivell de 70° de latitud sud, un grau de longitud equival a 38,187 km; la longitud total del paral·lel és de 13.747 km, que és aproximadament 34,5% de la de l'equador, del que es troba a 7.769 km i a 2.233 km del pol Sud

## Arreu del món
A partir del Meridià de Greenwich i cap a l'est, el paral·lel 70° sud passa per: 
| Coordenades                               | País. Territori o mar | Notes |
| ----------------------------------------- | --------------------- | --- |
| 70° 0′ S, 0° 0′ E / 70.000°S,0.000°E      | Antàrtida             | Terra de la Reina Maud, reclamat per Noruega |
| 70° 0′ S, 3° 16′ E / 70.000°S,3.267°E     | Oceà Antàrtic         | Al sud de l'oceà Atlàntic |
| 70° 0′ S, 6° 22′ E / 70.000°S,6.367°E     | Antàrtida             | Terra de la Reina Maud, reclamat per Noruega |
| 70° 0′ S, 21° 9′ E / 70.000°S,21.150°E    | Oceà Antàrtic         | Al sud de l'oceà Índic |
| 70° 0′ S, 26° 32′ E / 70.000°S,26.533°E   | Antàrtida             | Terra de la Reina Maud, reclamat per Noruega · Territori Antàrtic Australià, reclamat per Austràlia · Terra Adèlia, reclamat per França · Territori Antàrtic Australià, reclamat per Austràlia · Dependència de Ross, reclamat per Nova Zelanda |
| 70° 0′ S, 160° 34′ E / 70.000°S,160.567°E | Oceà Antàrtic         | Al sud de l'oceà Pacífic |
| 70° 0′ S, 74° 39′ O / 70.000°S,74.650°O   | Antàrtida             | Illa d'Alexandre I i Península Antàrtica - reclamat per Argentina, Xile i Regne Unit (reclamacions sobreposades) |
| 70° 0′ S, 60° 33′ O / 70.000°S,60.550°O   | Oceà Antàrtic         | Mar de Weddell, Al sud de l'oceà Atlàntic |
| 70° 0′ S, 1° 57′ O / 70.000°S,1.950°O     | Antàrtida             | Terra de la Reina Maud, reclamat per Noruega |